# Монстры на каникулах 2
«Мо́нстры на кани́кулах 2» (англ. Hotel Transylvania 2 (с англ. — «Отель Трансильвания 2»)) — американский комедийный компьютерный анимационный фильм режиссёра Геннди Тартаковски, произведённый компаниями Columbia Pictures и Sony Pictures Animation. Является продолжением мультфильма «Монстры на каникулах».
Авторы сценария — Дэн Хейгмен, Кевин Хейгмен и Геннди Тартаковски. Главных героев озвучили Адам Сэндлер, Селена Гомес, Энди Сэмберг, Эшер Блинкофф, Кевин Джеймс, Стив Бушеми, Дэвид Спейд и Киган-Майкл Кей.
Премьера состоялась 25 сентября 2015 года в США, а в России — 22 октября.

## Сюжет
После событий первого фильма, Мэйвис (Селена Гомес) и её жених Джонни (Энди Сэмберг) наконец-то обручаются, с одобрения ее отца Дракулы (Адам Сэндлер), и мир осознаёт существование монстров и перестаёт их бояться. Позже Мэвис рассказывает Драку, что беременна, и позже она рожает рыжего мальчика по имени Деннис (Ашер Блинкофф).
Когда приближается 5-й день рождения Денниса, он все еще не отрастил клыки, и Дракула беспокоится, что его внук может не получить вампирские способности. Заметив потенциальные опасности Трансильвании, Мэйвис начинает подумывать о том, чтобы вырастить Денниса там, где вырос Джонни, к большому огорчению Драка. Он говорит Джонни (который тоже не хочет покидать отель), чтобы он привез Мэйвис в Калифорнию навестить своих родителей, Майка и Линду, но чтобы она не отвлекалась. Оставляя Драка нянчиться с Деннисом, Драк вербует своих друзей Франкенштейна (Кевин Джеймс), Вольфыча (Стив Бушеми), Гриффина (Дэвид Спейд), Мюррея (Киган-Майкл Кей) и Блобби (Джонни Соломон), чтобы помочь обучить Денниса быть монстром, но безрезультатно.
Драк берет Денниса в детский летний лагерь — Виннипакака, где он научился оттачивать свои вампирские способности и обнаруживает, что лагерь безопаснее, чем когда он туда ходил. Драк упрямо верит, что Деннис — «позднеклыкастый», поэтому он подкидывает Денниса с высокой, неустойчивой башни, чтобы способствовать превращению мальчика в летучую мышь. Деннис, однако, не трансформируется, и Дракуле приходится лететь вниз и спасать его в последнюю секунду. Трюк снимается туристами и выкладывается в Интернет, и в конечном итоге доходит до Джонни и Мэйвис. С яростью Мэйвис превращается в летучую мышь, чтобы вернуться с Джонни в Трансильванию. Драк и его друзья добираются до отеля за несколько секунд до появления Мэвис. Она выговаривает ему, что он подвергает Денниса серьезной опасности и неспособен принять то, что внук — человек. Она заявляет, что переедет из отеля после Дня Рождения Денниса в следующую среду. Драк опускает голову с глубоким чувством вины после того, как Мэвис говорит ему, что он, возможно, и впустил людей в отель, но не впустил их в свое сердце.
Мэвис приглашает Влада (Мел Брукс) — своего деда и отца Драка, на день рождения Денниса. Поскольку у Влада старомодные взгляды в отношении людей, Драк говорит Джонни, чтобы люди-тусовщики замаскировались под Монстров. Влад получает приглашение и приезжает со своим чудовищным слугой-летучей мышью Белой (Роб Риггл), чтобы впервые встретиться со своим правнуком. Встретившись с ним, он считает, что страх заставит клыки Денниса прорасти, и берёт под контроль сценического исполнителя, одетого как любимый телевизионный монстр Денниса «Кексик Монстр Лакомка» (Крис Каттан) чтобы напугать Денниса, но Драк в последний момент защищает своего испуганного внука, разрывает власть Влада над исполнителем и разоблачает обман своего отца, который возмущен тем, что Драк принял людей в качестве гостей в своем отеле. Драк спорит с Владом о том, насколько люди теперь другие. Мэвис расстраивается из-за поведения дедушки. Пока семья спорит, расстроенный Деннис убегает из отеля прямо в лес вместе дочерью Вольфыча, Винни (Сэди Сэндлер), которая влюблена в Денниса, и прячется в своем домике на дереве.
На них нападает Бела, который принимает Денниса за человека. Когда Бела ранит Винни и угрожает разрушить отель, гнев Денниса заставляет его отрастить клыки и проявить свои вампирские способности. Он начинает сражаться с Белой, который вызывает своих приспешников — гигантских летучих мышей. Драк, Джонни, Мэвис, Деннис, семья Логран и остальные монстры объединяются, чтобы победить приспешников Белы и прогнать их прочь. Затем Бела пытается убить самого Джонни колом. Однако, убежденный аргументом Драка о том, что люди и монстры теперь мирно сосуществуют, Влад уменьшает Белу и приказывает ему никогда больше не беспокоить его семью, спасая Джонни. Затем Бела пытается убежать, но его ловят и чрезмерно облизывают щенки Вольфыча. Поскольку Деннис обладает вампирскими способностями, Джонни и Мэвис решают продолжить его воспитание в Трансильвании, и возобновляют вечеринку с его друзьями и семьей.

## В ролях
| Персонаж                    | Озвучка (оригинал) |
| --------------------------- | ------------------ |
| Дракула                     | Адам Сэндлер       |
| Джонатан (Джонни) Лоран     | Энди Сэмберг       |
| Мэйвис Дракула              | Селена Гомес       |
| Деннис Дракула-Лоран        | Эшер Блинкофф      |
| Вольфыч                     | Стив Бушеми        |
| Франкенштейн                | Кевин Джеймс       |
| Влад Дракула                | Мел Брукс          |
| Гриффин (Человек-невидимка) | Дэвид Спейд        |
| Юнис                        | Фрэн Дрешер        |
| Мюррей (Мумия)              | Киган-Майкл Кей    |
| Ванда                       | Молли Шэннон       |
| Майкл Лоран                 | Ник Офферман       |
| Линда Лоран                 | Меган Маллалли     |
| Дана                        | Дана Карви         |
| Бела                        | Роб Риггл          |
| Призрак Оперы               | Джон Ловитц        |
| Кэл                         | Даг Дэйл           |
| Кексик                      | Крис Кэттэн        |
| Винни                       | Сэди Сэндлер       |
| Трёхглазый Гарри            | Роберт Шмигель     |
| Билетёрша                   | Роуз Абду          |
| Усохшая голова              | Лунелл Кэмпбелл    |
| Турист                      | Джаред Сэндлер     |

## Производство
Sony Pictures Animation решила сделать сиквел после первой части и объявила, что вторая часть «Монстров на каникулах» выйдет 25 сентября 2015 года. В США премьера состоялась 25 сентября, а в России — 22 октября.

## Отзывы
Мультфильм получил смешанные отзывы критиков. На сайте Rotten Tomatoes фильм имеет рейтинг 55 %, на основании 105 рецензий критиков, со средней оценкой 5,3 из 10. На Metacritic — 44 балла из 100 на основе 24 рецензий. Сайт Роджера Эберта оценил фильм в 1,5 звезды из 4-х.